# شین کاروین
شین کاروین (انگلیسی: Shane Carwin؛ زادهٔ ۴ ژانویهٔ ۱۹۷۵) ورزشکار هنرهای رزمی ترکیبی اهل ایالات متحده آمریکا است.